# Геннадий (Хрисулакис)
Митрополи́т Генна́дий (греч. Μητροπολίτης Γεννάδιος, в миру Гео́ргиос Хрисула́кис, греч. Γεώργιος Χρυσουλάκης; 1924, Перволакия, Крит, Греция — 22 мая 2016, Афины, Греция) — епископ Константинопольской православной церкви; митрополит Буэнос-Айресский (1979—2001).

## Биография
Родился в 1924 году в деревне Периволакия, ном Сития, остров Крит.
В 1944 году в монастыре Топлу был пострижен в монашество и в том же году рукоположен в сан иеродиакона.
В 1946 году был рукоположён в сан священника и 3 года служил военным священником.
Учился на богословский факультете Салоникского университета и одновременно служил приходским священником в Салониках.
Архимандрит Геннадиос Хрисулакис был обязан обслуживать также патриотический фонд Π.Ι.Κ.Π.Α. (Πατριωτικόν Ίδρυμα Κοινωνικής Αποκαταστάσεως & Αντιλήψεως), который содержал 400 детей из зоны гражданской войны (1946—1949) и 500 детей из пострадавших от землетрясения островов Ионического моря. Был близок к жителям и завоевал их расположение своим поведением а также своими трудами по возведению нового прекрасного каменного храма.
11 мая 1950 года митрополитом Фессалоникийским Геннадием (Алексиадисом) был назначен попечителем храма Святой Троицы в Айа-Триада.
Кроме строительства нового храма архимандрит Геннадиос Хрисулакис занимался работами по асфальтированию центральной дороги из Салоник в сёла нынешнего дима Термаикос, водоснабжению посёлка из артезианской скважины, созданию кооператива для экспорта винограда в Германию и наконец строительством современной начальной школы.
В 1965 году переведён служить приходским священном в Южной Америке.
15 марта 1979 года была образована Буэнос-Аиресская епархия, после чего архимандрит Геннадий был избран и 8 апреля 1979 года хиротонисан в сан епископа Буэнос-Айресского.
24 сентября 1996 года Буэнос-Аиресская епархия была выведена из состава Американской архиепископии и возведена в ранг митрополии, в связи с чем епископ Геннадий стал митрополитом.
30 апреля 2001 года почислен на покой по состоянию здоровья и вернулся в Грецию. Проживал в Афинах.
Скончался 22 мая 2016 года. Похоронен 25 мая 2016 года в патриаршем и ставропигиальном монастыре Топлу в Ситии.